# François Mazet
François Mazet (Parijs, 24 februari 1943) is een voormalig Formule 1-coureur uit Frankrijk. Hij nam deel aan zijn thuisrace in 1971 voor het team March Engineering, waarin hij dertiende werd en dus geen punten scoorde.